# Uroctea semilimbata
Espèce
Uroctea semilimbata est une espèce d'araignées aranéomorphes de la famille des Oecobiidae.

## Distribution
Cette espèce est endémique de Namibie,.

## Description
La femelle holotype mesure 12 mm.

## Systématique et taxinomie
Cette espèce a été décrite par Simon en 1910.

## Publication originale
- Simon, 1910 : « Arachnoidea. Araneae (II). Zoologische und anthropologische Ergebnisse einer Forschungsreise im Westlichen und zentralen Südafrika. » Denkschriften der Medicinisch-naturwissenschaftlichen Gesellschaft zu Jena, vol. 16, p. 175-218 (texte intégral).